# Rosenroman

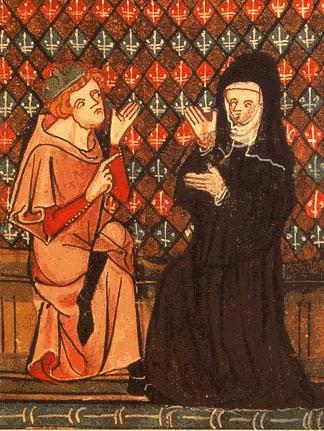
Abaelardus und Heloïse in einer Handschrift des Roman de la Rose (14. Jahrhundert)

Der Rosenroman (französisch Le Roman de la Rose) ist ein im 13. Jahrhundert verfasster Versroman zum Thema Liebe und gilt als das erfolgreichste und einflussreichste Werk der mittelalterlichen französischen Literatur. Autoren waren die Kleriker Jean de Meun und Guillaume de Lorris. Der Roman fand im 14. und 15. Jahrhundert große Verbreitung und zahlreiche Nachahmungen.
Das Werk ist nicht zu verwechseln mit dem auf Jean Renart zurückgehenden Roman de la Rose, welcher der Unterscheidbarkeit halber auch Guillaume de Dole genannt wird.

## Informationen zum Werk
Der Rosenroman besteht aus 22.068 paarweise reimenden achtsilbigen Versen und erzählt einen langen Traum. Dieser Traumbericht stellt dar, wie der Protagonist und Ich-Erzähler (einer der ersten der französischen Literatur) sich in eine Rose verliebt und wie er diese nach vielen Schwierigkeiten am Ende erlangt. Die handelnden Figuren sind, außer dem Erzähler, keine als real vorstellbaren Personen, sondern Allegorien wie die Vernunft oder mythologische Figuren wie Amor. Die Rose ihrerseits symbolisiert die Frau.
Der Roman wurde um 1235 von Guillaume de Lorris begonnen. Von ihm offenbar stammte die bahnbrechende Idee, drei in der Literatur seiner Zeit zwar vorhandene, aber kaum geläufige Elemente miteinander zu verbinden: die Form der Ich-Erzählung, die Verwendung allegorischer Figuren als handelnde Romanpersonen und die Darstellung einer ganzen Romanhandlung als Traumbericht. Guillaumes Text brach jedoch (aufgrund seines Todes?) als Fragment bei Vers 4058 ab. Allerdings hatte er irgendwo mitten darin den Liebenden/Erzähler en passant bemerken lassen, er werde später den tieferen Sinn des Werkes erklären, und hatte ihn vor allem andeuten lassen, er werde die Rose am Ende einer langen Schlacht erlangen. Offenbar waren es diese Bemerkungen, die um 1275 Jean de Meun auf die Idee einer Fortsetzung brachten, nachdem der Text für einige Jahrzehnte in Vergessenheit geraten war. Jean de Meun fügte etwa 18 000 Verse hinzu und beendete seine Arbeiten an dem Werk gegen 1280.

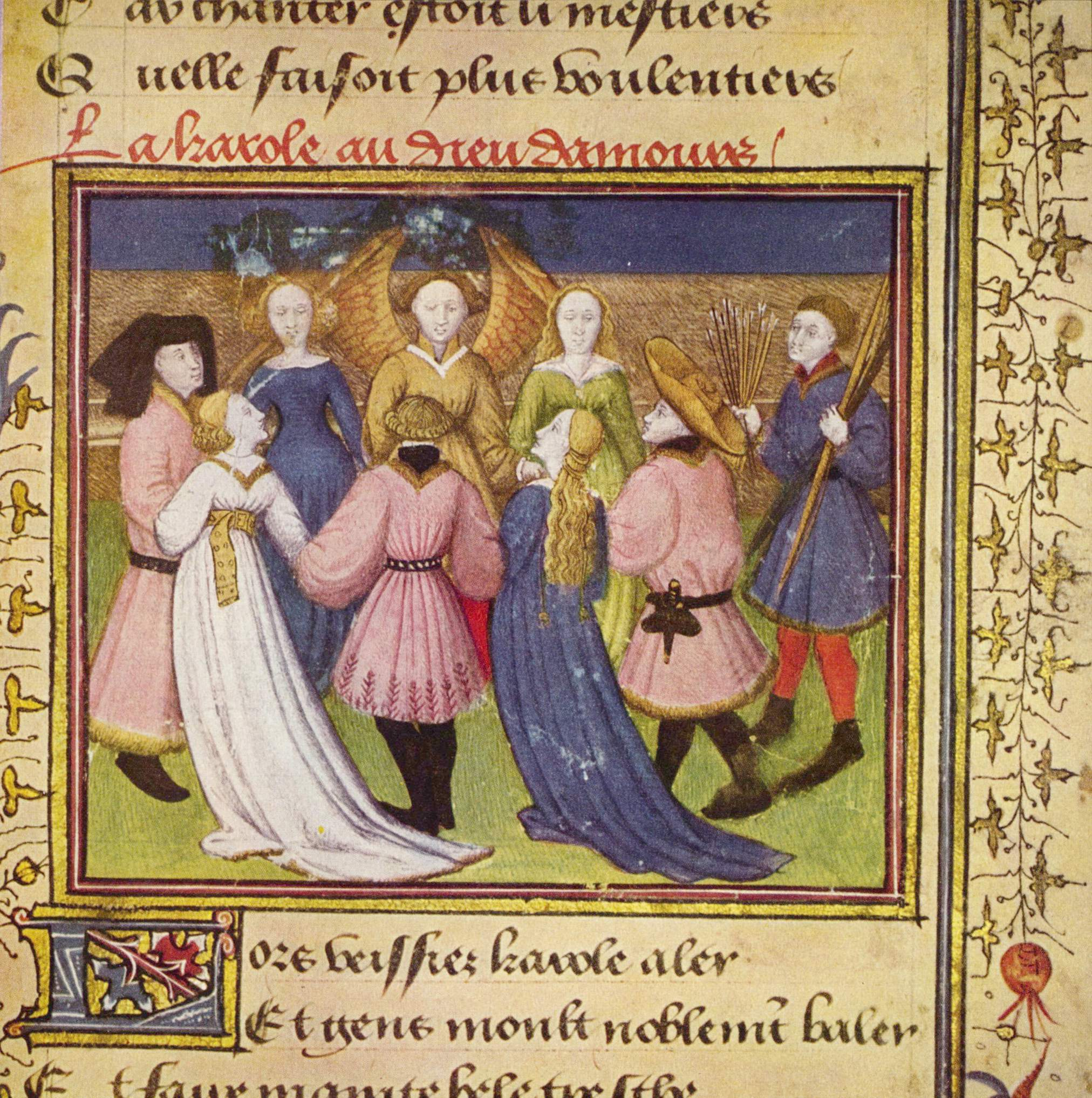
La ronde au dieu d'amour; Manuskript des Rosenromans (1420–1430)

Die beiden Teile des Romans sind höchst unterschiedlich. Der Verfasser des ersten Teils, Guillaume, war Adeliger und schrieb sichtlich für ein adeliges Publikum. Die von ihm geplante Gesamtkonzeption war die einer idealistischen höfischen „ars amatoria“ (Liebeskunst), durch die der Liebende dank der Belehrungen Amors und in der hingebungsvollen Überwindung von Widerständen und Hindernissen die Kunst der Liebeswerbung und des Liebens lernen und dabei eine moralische Läuterung erfahren sollte. Der Text steht also in der Tradition der höfischen Dichtung seiner Zeit, sein Bild der Liebe entspricht dem höfischen Minne-Ideal.
Der Fortsetzer, Jean de Meun, war Städter und hatte sichtlich das inzwischen angewachsene städtische Lesepublikum im Auge. Entsprechend steht er in einer ironischen Distanz zur höfischen Denkart seines Vorgängers und zeigt eine bürgerlich-nüchterne Mentalität. Jean war aber auch Kleriker, und als solcher sieht er aus einer misogynen (frauenfeindlichen) und misogamen (ehefeindlichen) Grundhaltung heraus die Liebe nicht als Ideal, sondern als von der Natur gesteuerten Trieb, und die Frau nicht als Mittel der Läuterung, sondern als Versuchung, vor der er die Vernunft den Liebenden warnen lässt. Insgesamt vertritt er rationalistisch-skeptische, fast materialistische Vorstellungen.

## Inhalt

### Teil 1 (Guillaume de Lorris)
Das Werk beginnt mit einer kleinen Vorrede des Autors, der dem Leser/Hörer ankündigt, er wolle seiner Dame zu Gefallen einen quasi Wahrheit gewordenen Traum berichten, den er vor fünf Jahren als Zwanzigjähriger gehabt habe. Der Bericht enthalte „die ganze Kunst der Liebe“ und heiße „der Roman von der Rose“. Denn mit dieser Blume sei seine Dame zu vergleichen.
Der dann folgende Traumbericht ist einem Ich-Erzähler in den Mund gelegt, der zugleich Protagonist der Handlung und, wie sich bald zeigt, fast die einzige als realer Mensch vorzustellende Figur hierin ist. Alles beginnt damit, dass der Erzähler vor einen mauerumschlossenen paradiesischen Garten gelangt, dessen Besitzer Déduit (Spaß, Vergnügen) dort mit einer fröhlichen Gesellschaft, darunter Amor, tanzt und singt. Von Oiseuse (die Müßige) eingelassen, feiert der Erzähler etwas mit, erkundet dann jedoch den Garten, heimlich verfolgt von Amor. Im Spiegel eines Brunnens, desjenigen von Narziss, erblickt er das Bild einer Rosenknospe, die er fasziniert sofort sucht und an einem großen Busch auch findet. Bei dem Versuch, sich ihr zu nähern, wird er von den Pfeilen Amors getroffen. Sie verwandeln seine Faszination in Liebe und machen ihn zu Amors Vasallen. Nachdem er Treue und Gehorsam gelobt hat, wird er von ihm ausführlich über die Pflichten und (sehr anschaulich) über die unvermeidlichen Qualen eines Liebenden belehrt. Bei seinen weiteren Annäherungsversuchen an die Rose bekommt er es mit vielerlei allegorischen Figuren zu tun, unter anderen Bel-Accueil (Freundlicher Empfang), der sich ihm zu helfen erbietet, Raison (Vernunft), die ihn warnt, und den Bösewichten Malebouche (Verleumdung), Peur (Furcht), Honte (Scham) und vor allem Dangier ([unrechtmäßiger] Herrschaftsanspruch), einem Unhold, dessen Figur anschließend in der französischen Literatur immer wieder auftritt als Verkörperung aller Mächte, die das Zusammenkommen von Liebenden behindern und gefährden. Schließlich schafft der Liebende es zwar mit der Hilfe von Venus, Dangier zu überlisten und einen Kuss der Rose zu erhaschen, doch lässt nun Jalousie (Eifersucht) um den Rosenbusch herum eine Burg errichten und Bel-Accueil in den Burgturm sperren, so dass der Liebende verzweifelt in eine lange Klage ausbricht – womit der erste Teil endet.

### Teil 2 (Jean de Meun)
Jean setzt zunächst die Klage des Liebenden fort, doch ändert sich sofort die Atmosphäre des Textes. Der Liebende wirkt skeptischer, offener für Zweifel. Auch lässt Jean ihn Aufklärung suchen, zunächst bei Raison, die ihm einen so nüchternen wie langen Vortrag über die Probleme und Spielarten der Liebe hält, ihn aber noch ausführlicher über moralisches und unmoralisches Handeln überhaupt aufklärt, ihn vor dem launischen Walten Fortunas warnt und ihn zur Aufkündigung seines Vasallenverhältnisses zu Amor drängt, was der Liebende natürlich ablehnt. Auch im nächsten Abschnitt, dem Vortrag über praktische Lebensregeln aller Art, den Jean seine Figur Ami auf Bitte des Liebenden halten lässt, geht es nur am Rande um die Probleme Verliebter. Jean ist offensichtlich vor allem an allgemeiner Unterweisung seiner Leser gelegen. Insgesamt kommt die Handlung in Jeans Teil fast zum Stillstand, das eigentliche Ziel, die Rose, scheint eher nebensächlich, auch wenn der Liebende sie schließlich dank der Hilfe von Amor und seiner Mutter Venus und am Ende eines heftigen Kampfes der allegorischen Figuren um die Rosenburg erlangt und pflückt. Jean nämlich verschafft sich ständig neue Gelegenheiten zu gelehrten und satirischen Exkursen. So diskutiert er philosophische und theologische Probleme wie das des freien Willens, breitet seine beachtlichen mythologischen, astrologischen und naturkundlichen Kenntnisse aus und nimmt zu aktuellen Fragen Stellung, indem er etwa die Bettelmönchsorden karikiert oder die Herrschenden und die Vertreter der Kirche kritisiert. Die Liebe sieht er als ein Phänomen der Natur, das deren Gesetzen unterworfen ist und von moralischen Vorstellungen nur geringfügig beeinflusst wird.

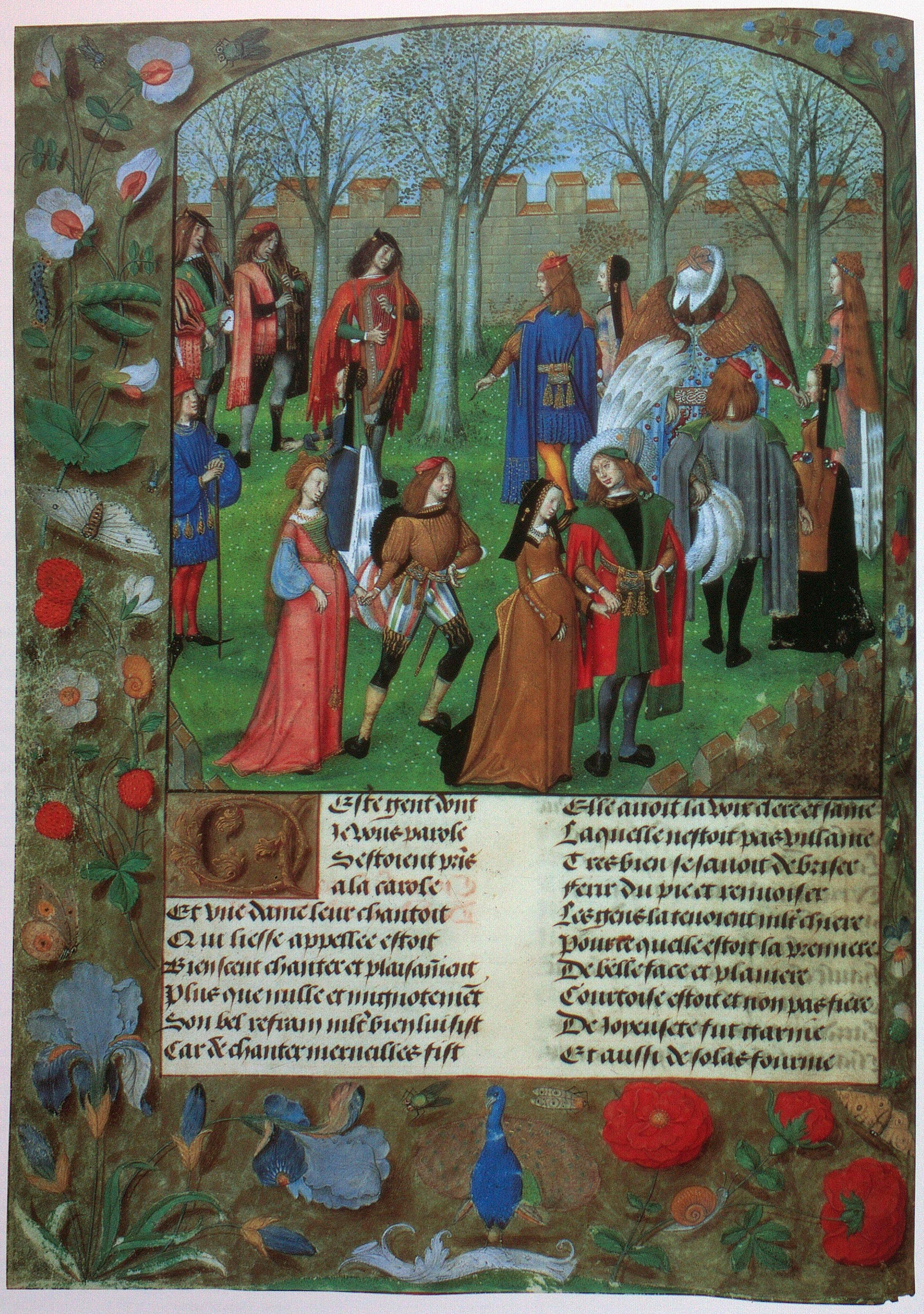
Eine Seite des Rosenromans in einer Handschrift aus Flandern: London, British Library, Harley 4425, fol. 14v (um 1490/1500). Die Buchmalerei zeigt eine höfische Gesellschaft, die sich zum Tanz versammelt hat.

## Rezeption
Dem Erfolg des Werkes tat die Diskrepanz der beiden Teile keinen Abbruch, denn über 300 Manuskripte (eine enorme Zahl für einen mittelalterlichen Text) und an die 20 frühe Drucke, der letzte von 1538, sind erhalten. Entsprechend groß war der Einfluss des Werkes auf die französische Literatur, wo es die Gattung Traumgedicht heimisch machte und in allen Gattungen allegorische Figuren zur Selbstverständlichkeit werden ließ. Zwischen ca. 1300 und 1530 wurde es praktisch von allen Autoren gelesen und in dieser oder jener Form verarbeitet. 1527 versuchte Clément Marot, den Text durch eine sprachliche Modernisierung zu revitalisieren. Diese Fassung erlebte jedoch nur noch vier Auflagen, ehe der Roman der starken Veränderung des literarischen Geschmacks zum Opfer fiel, die von der Wiederentdeckung der Antike und dem Einbruch des kulturellen Einflusses Italiens ausgelöst wurde.
Viele der Handschriften des Rosenromans enthalten Miniaturen und sind deshalb auch für Kunsthistoriker sehr interessant. Eine späte und besonders schöne Handschrift ist die von Jerôme Acarie für Franz I. hergestellte und illuminierte.
In der Übertragung Geoffrey Chaucers hat der Rosenroman die englische Literatur beeinflusst, in einer parodistischen, vielleicht von Dante verfassten Version, auch die italienische. Der Titel von Umberto Ecos Roman Der Name der Rose ist (unter anderem) eine Anspielung auf den Roman de la Rose. In der deutschsprachigen Literatur scheint er keine nennenswerten Spuren hinterlassen zu haben. 
Die Bedeutungveränderung zu „Gefahr“, die das franz. Wort danger (aus spätlat. dominiarium „Herrschaft, Herrschaftsanspruch“) im 14. Jahrhundert vollzogen hat, ist vielleicht dem von Guillaume de Lorris kreierten gefährlichen Unhold Dangier und seinen zahlreichen Nachfolgern in der franz. Literatur zu verdanken.

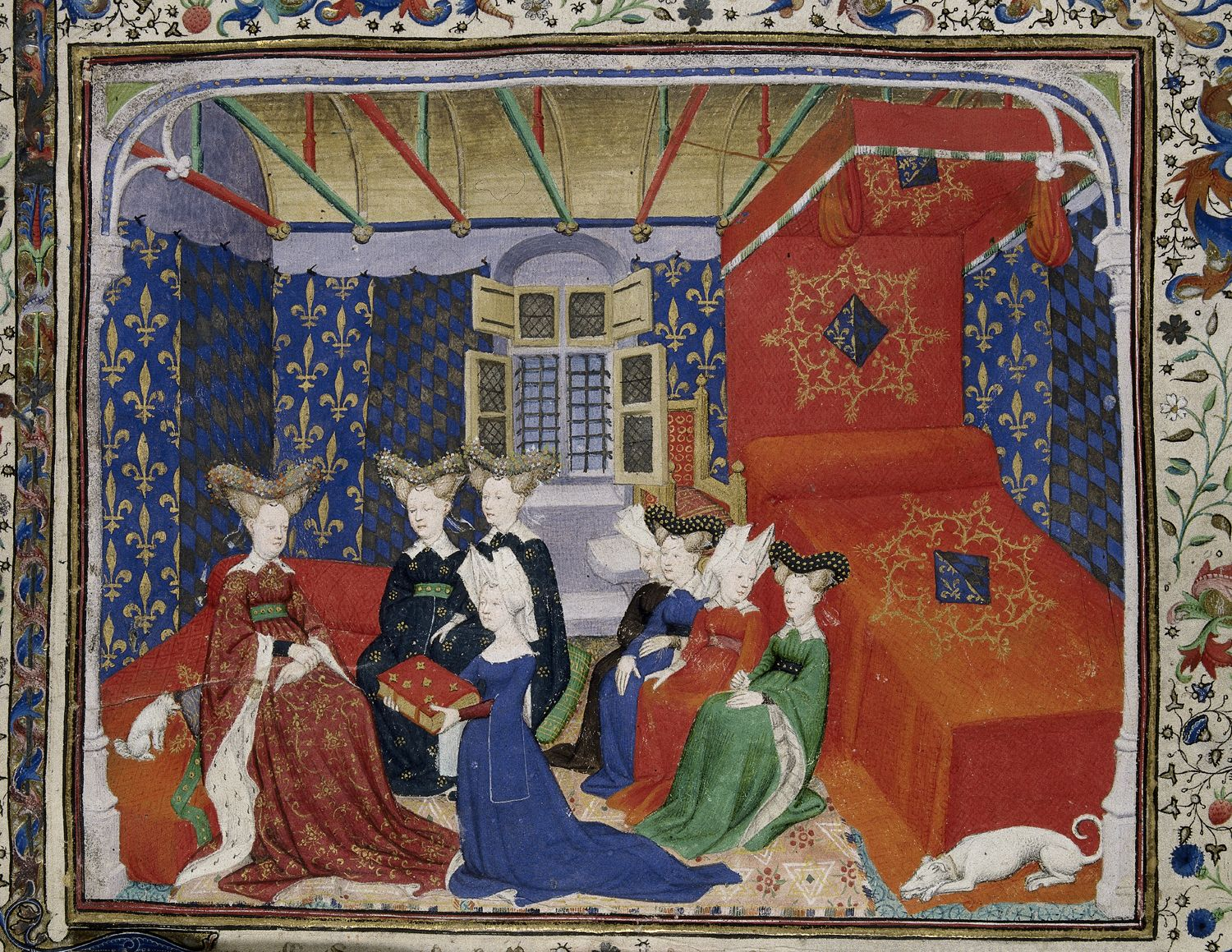
Christine de Pisan übergibt der französischen Königin Isabeau ihre Streitschrift gegen den Rosenroman.

### Der Streit um den Rosenroman
Am Rosenroman entzündete sich 1399 auch der erste bekannte Literatenstreit in Frankreich bzw. in Paris (Querelle des femmes), und zwar im Anschluss an die Épître au Dieu d'Amour (Sendbrief an den Gott der Liebe) von Christine de Pizan 1364–1430. Hierin kritisiert Christine die negativen Äußerungen von Jean de Meun über die Frauen und die Liebe. Als besonders frauenfeindlich prangert sie seine drastische und zynische Darstellung der körperlichen Liebe an. Unterstützt wurde Christine von dem Theologen und Rektor der Pariser Universität Jean Gerson, andere Professoren, wie Jean de Montreuil und die Brüder Pierre und Gontier Col nahmen Jean de Meun in Schutz. Christine selbst bezog ebenfalls noch einmal Stellung mit dem Dit [=Gedicht] de la rose (1402), worin sie die fiktive Gründung eines die Frauen schützenden „Rosenordens“ schildert.

## Ausgaben
- Ernest Langlois (Hrsg.): Le Roman de la Rose par Guillaume de Lorris et Jean de Meun, publié après des manuscrits. 5 Bände. Paris 1914 ff.
- Ronald Sutherland (Hrsg.): The Romaunt of the Rose and Le Roman de la rose: A Parallel-Text Edition. Oxford 1967.
- Karl August Ott (Hrsg.): Der Rosenroman. [Altfrz.-dt.] München 1976–1979.
- Karl August Ott: Der Rosenroman. Darmstadt 1980.